# Ротастикова, Софья Дмитриевна
Софья Дмитриевна Ротастикова (род. 16 декабря 2005) — российская волейболистка, центральная блокирующая. Игрок волейбольного клуба российской Суперлиги «Тулица» (с 2024 года).

## Биография
Родилась 16 декабря 2005 года.
С 2020 по 2021 годы выступала за молодёжный состав волейбольного клуба «Липецк». В 2021 году переехала в Тулу, где на протяжении трёх сезонов была заиграна за молодёжную команду «Тулицы». Бронзовый призёр Чемпионата России молодёжной лиги, бронзовый призёр Кубка России молодёжной лиги, обладатель кубка «Первая высота».
С сезона 2024/2025 годов игрок основной команды «Тулица». Дебютировала в Суперлиге в матче против «Динамо-Метар», который состоялся 17 сентября 2024 года.

### Клубная карьера
- 2021—2024 —  «Тулица» — молодёжная лига;
- с 2024 —  «Тулица» (Тула) — суперлига.